# تامير باردو
تامير باردو (بالعبرية: תמיר פרדו) (ولد 1953 من أصول سفاردية إسبانية)، مدير جهاز الموساد الإسرائيلي من عام 2011-2016، شارك في العديد من العمليات السرية خارج إسرائيل. تم اختياره في نوفمبر 2010 مديراً للموساد خلفاً ل مئير داغان بعد 30 عام من الخدمة في دائرة العمليات والتكنولوجيا.
وقد شغل عدة مناصب مهمة في الموساد لسنين طويلة وكان مساعد المدير. وكان قد انخرط في الموساد سنة 1980 بعد أن خدم في وحدة للنخبه في الجيش الإسرائيلي. كان مديراً لعمليات الموساد بين عامي 1998 و2002، ومن سنة 2006 إلى سنة 2007 كان ملحقاً لدى قيادة أركان الجيش الإسرائيلي.
وفيما بعد عُيّن مساعداً لقائد الموساد حتى حزيران يونيو 2009. كما كان باردو ضابط اتصال في الجيش الإسرائيلي، وكان ضابط الاتصال في وحدة الأركان الخاصة (ساييرت متكال). وكان قد عمل إلى جانب يوني بنيامين نتنياهو شقيق بنيامين نتنياهو رئيس وزراء إسرائيل الذي شارك في عام 1976 في العملية التي نفذتها القوات الخاصة الإسرائيلية في عنتيبي (أوغندا) للإفراج عن مائة رهينة كانوا على متن طائرة (إير فرانس) خطفها فلسطينيون. وبعد خدمته العسكرية دخل باردو إلى الموساد في منصب تكنولوجي، وفي إطار خدمته ترقى ووصل إلى منصب رئيس شعبة (نفيعوت) التقنية الفنية، وهي شعبة عملياتية تنفيذية مسؤولة عن التسلل إلى أهداف مختلفة بهدف زرع أجهزة للتنصت والتصوير.

## حياته
تخرج تامير باردو من جامعة تل أبيب في شعبة العلوم السياسية والتاريخ وهو يحمل ألقاب علمية وحاصل على شهادات جامعية في مجالات الرياضيات والفيزياء والعلوم السياسية والتاريخ. تامير باردو متزوج وله ابن وابنه وحفيدة.